# Programa Internacional de Avaliação de Alunos
O Programa Internacional de Avaliação de Alunos (em inglês: Programme for International Student Assessment - PISA) é uma rede mundial de avaliação de desempenho escolar, realizado pela primeira vez em 2000 e repetido a cada três anos. É coordenado pela Organização para a Cooperação e Desenvolvimento Econômico (OCDE), com vista a melhorar as políticas e resultados educacionais.
A avaliação é realizada pelos países membros da OCDE e alguns países não membros entre uma amostra de alunos de 15 anos das diversas redes de ensino, etnias, níveis socioeconômicos e gêneros. As competências avaliadas são três: Leitura, Matemática e Ciências.
Em 2018, a amostra do Brasil consistiu de 10.691 estudantes de 638 escolas de todas as cinco regiões do país.

## Resultados

### PISA 2022
Os resultados do PISA 2022 foram divulgados em 5 de dezembro de 2023, com dados de cerca de 700.000 estudantes participantes em 81 países e economias. Singapura se destacou como o país com melhor desempenho em todas as áreas avaliadas.
Alguns países e regiões não tiveram seus resultados publicados por diferentes motivos:
- Líbano e as províncias/municípios chineses de Pequim, Xangai, Jiangsu e Zhejiang: não foi possível coletar todos os dados devido às restrições da COVID-19.[5]
- Ucrânia: devido ao conflito com a Rússia, apenas 18 das 27 regiões ucranianas puderam participar da avaliação. Os resultados não são representativos das seguintes regiões: Dnipropetrovsk, Donetsk, Kharkiv, Luhansk, Zaporizhzhia, Kherson, Mykolaiv, República Autônoma da Crimeia e cidade de Sebastopol. [6]

| 1  | Singapura                  | 575 |
| 2  | Macau, China               | 552 |
| 3  | Taiwan                     | 547 |
| 4  | Hong Kong, China           | 540 |
| 5  | Japão                      | 536 |
| 6  | Coreia do Sul              | 527 |
| 7  | Estónia                    | 510 |
| 8  | Suíça                      | 508 |
| 9  | Canadá                     | 497 |
| 10 | Países Baixos              | 493 |
| 11 | Irlanda                    | 492 |
| 12 | Bélgica                    | 489 |
| 13 | Dinamarca                  | 489 |
| 14 | Reino Unido                | 489 |
| 15 | Polónia                    | 489 |
| 16 | Austrália                  | 487 |
| 17 | Áustria                    | 487 |
| 18 | Chéquia                    | 487 |
| 19 | Eslovénia                  | 485 |
| 20 | Finlândia                  | 484 |
| 21 | Letónia                    | 483 |
| 22 | Suécia                     | 482 |
| 23 | Nova Zelândia              | 479 |
| 24 | Alemanha                   | 475 |
| 25 | Lituânia                   | 475 |
| 26 | França                     | 474 |
| 27 | Espanha                    | 473 |
| 28 | Hungria                    | 473 |
| 29 | Portugal                   | 472 |
|    | Média Internacional (OECD) | 472 |
| 30 | Itália                     | 471 |
| 31 | Vietname                   | 469 |
| 32 | Noruega                    | 468 |
| 33 | Malta                      | 466 |
| 34 | Estados Unidos             | 465 |
| 35 | Eslováquia                 | 464 |
| 36 | Croácia                    | 463 |
| 37 | Islândia                   | 459 |
| 38 | Israel                     | 458 |
| 39 | Turquia                    | 453 |
| 40 | Brunei                     | 442 |
| 41 | Ucrânia                    | 441 |
| 42 | Sérvia                     | 440 |
| 43 | Emirados Árabes Unidos     | 431 |
| 44 | Grécia                     | 430 |
| 45 | Roménia                    | 428 |
| 46 | Cazaquistão                | 425 |
| 47 | Mongólia                   | 425 |
| 48 | Chipre                     | 418 |
| 49 | Bulgária                   | 417 |
| 50 | Moldávia                   | 417 |
| 51 | Catar                      | 414 |
| 52 | Chile                      | 412 |
| 53 | Uruguai                    | 409 |
| 54 | Malásia                    | 409 |
| 55 | Montenegro                 | 406 |
| 56 | Bakú, Azerbaiyán           | 397 |
| 57 | México                     | 395 |
| 58 | Tailândia                  | 394 |
| 59 | Peru                       | 391 |
| 60 | Geórgia                    | 390 |
| 61 | Macedónia do Norte         | 389 |
| 62 | Arábia Saudita             | 389 |
| 63 | Costa Rica                 | 385 |
| 64 | Colômbia                   | 383 |
| 65 | Brasil                     | 379 |
| 66 | Argentina                  | 378 |
| 67 | Jamaica                    | 377 |
| 68 | Albânia                    | 368 |
| 69 | Indonésia                  | 366 |
| 70 | Autoridade Palestiniana    | 366 |
| 71 | Marrocos                   | 365 |
| 72 | Uzbequistão                | 364 |
| 73 | Jordânia                   | 361 |
| 74 | Panamá                     | 357 |
| 75 | Kosovo                     | 355 |
| 76 | Filipinas                  | 355 |
| 77 | Guatemala                  | 344 |
| 78 | El Salvador                | 343 |
| 79 | República Dominicana       | 339 |
| 80 | Paraguai                   | 338 |
| 81 | Camboja                    | 336 |

| 1  | Singapura                  | 561 |
| 2  | Japão                      | 547 |
| 3  | Macau, China               | 543 |
| 4  | Taiwan                     | 537 |
| 5  | Coreia do Sul              | 528 |
| 6  | Estónia                    | 526 |
| 7  | Hong Kong, China           | 520 |
| 8  | Canadá                     | 515 |
| 9  | Finlândia                  | 511 |
| 10 | Austrália                  | 507 |
| 11 | Irlanda                    | 504 |
| 12 | Nova Zelândia              | 504 |
| 13 | Suíça                      | 503 |
| 14 | Eslovénia                  | 500 |
| 15 | Reino Unido                | 500 |
| 16 | Estados Unidos             | 499 |
| 17 | Polónia                    | 499 |
| 18 | Chéquia                    | 498 |
| 19 | Dinamarca                  | 494 |
| 20 | Letónia                    | 494 |
| 21 | Suécia                     | 494 |
| 22 | Alemanha                   | 492 |
| 23 | Áustria                    | 491 |
| 24 | Bélgica                    | 491 |
| 25 | Países Baixos              | 488 |
| 26 | França                     | 487 |
| 27 | Hungria                    | 486 |
| 28 | Espanha                    | 485 |
| 29 | Média Internacional (OECD) | 485 |
|    | Lituânia                   | 484 |
| 30 | Portugal                   | 484 |
| 31 | Croácia                    | 483 |
| 32 | Noruega                    | 478 |
| 33 | Itália                     | 477 |
| 34 | Turquia                    | 476 |
| 35 | Vietname                   | 472 |
| 36 | Malta                      | 466 |
| 37 | Israel                     | 465 |
| 38 | Eslováquia                 | 462 |
| 39 | Ucrânia                    | 450 |
| 40 | Islândia                   | 447 |
| 41 | Sérvia                     | 447 |
| 42 | Brunei                     | 446 |
| 43 | Chile                      | 444 |
| 44 | Grécia                     | 441 |
| 45 | Uruguai                    | 435 |
| 46 | Emirados Árabes Unidos     | 432 |
| 47 | Catar                      | 432 |
| 48 | Roménia                    | 428 |
| 49 | Cazaquistão                | 423 |
| 50 | Bulgária                   | 421 |
| 51 | Moldávia                   | 417 |
| 52 | Malásia                    | 416 |
| 53 | Mongólia                   | 412 |
| 54 | Chipre                     | 411 |
| 55 | Colômbia                   | 411 |
| 56 | Costa Rica                 | 411 |
| 57 | México                     | 410 |
| 58 | Tailândia                  | 409 |
| 59 | Peru                       | 408 |
| 60 | Argentina                  | 406 |
| 61 | Brasil                     | 403 |
| 62 | Jamaica                    | 403 |
| 63 | Montenegro                 | 403 |
| 64 | Arábia Saudita             | 390 |
| 65 | Panamá                     | 388 |
| 66 | Geórgia                    | 384 |
| 67 | Indonésia                  | 383 |
| 68 | Bakú, Azerbaiyán           | 380 |
| 69 | Macedónia do Norte         | 380 |
| 70 | Albânia                    | 376 |
| 71 | Jordânia                   | 375 |
| 72 | El Salvador                | 374 |
| 73 | Guatemala                  | 373 |
| 74 | Autoridade Palestiniana    | 369 |
| 75 | Paraguai                   | 368 |
| 76 | Marrocos                   | 365 |
| 77 | República Dominicana       | 360 |
| 78 | Kosovo                     | 357 |
| 79 | Filipinas                  | 356 |
| 80 | Uzbequistão                | 355 |
| 81 | Camboja                    | 347 |

| 1  | Singapura                  | 543 |
| 2  | Irlanda                    | 516 |
| 3  | Japão                      | 516 |
| 4  | Coreia do Sul              | 515 |
| 5  | Taiwan                     | 515 |
| 6  | Estónia                    | 511 |
| 7  | Macau, China               | 510 |
| 8  | Canadá                     | 507 |
| 9  | Estados Unidos             | 504 |
| 10 | Nova Zelândia              | 501 |
| 11 | Hong Kong, China           | 500 |
| 12 | Austrália                  | 498 |
| 13 | Reino Unido                | 494 |
| 14 | Finlândia                  | 490 |
| 15 | Dinamarca                  | 489 |
| 16 | Polónia                    | 489 |
| 17 | Chéquia                    | 489 |
| 18 | Suécia                     | 487 |
| 19 | Suíça                      | 483 |
| 20 | Itália                     | 482 |
| 21 | Alemanha                   | 480 |
| 22 | Áustria                    | 480 |
| 23 | Bélgica                    | 479 |
| 24 | Noruega                    | 477 |
| 25 | Portugal                   | 477 |
| 26 | Média Internacional (OECD) | 476 |
| 27 | Croácia                    | 475 |
| 28 | Letónia                    | 475 |
| 29 | Espanha                    | 474 |
|    | França                     | 474 |
| 30 | Israel                     | 474 |
| 31 | Hungria                    | 473 |
| 32 | Lituânia                   | 472 |
| 33 | Eslovénia                  | 469 |
| 34 | Vietname                   | 462 |
| 35 | Países Baixos              | 459 |
| 36 | Turquia                    | 456 |
| 37 | Chile                      | 448 |
| 38 | Eslováquia                 | 447 |
| 39 | Malta                      | 445 |
| 40 | Sérvia                     | 440 |
| 41 | Grécia                     | 438 |
| 42 | Islândia                   | 436 |
| 43 | Uruguai                    | 430 |
| 44 | Brunei                     | 429 |
| 45 | Roménia                    | 428 |
| 46 | Ucrânia                    | 428 |
| 47 | Catar                      | 419 |
| 48 | Emirados Árabes Unidos     | 417 |
| 49 | Costa Rica                 | 415 |
| 50 | México                     | 415 |
| 51 | Moldávia                   | 411 |
| 52 | Brasil                     | 410 |
| 53 | Jamaica                    | 410 |
| 54 | Colômbia                   | 409 |
| 55 | Peru                       | 408 |
| 56 | Montenegro                 | 405 |
| 57 | Bulgária                   | 404 |
| 58 | Argentina                  | 401 |
| 59 | Panamá                     | 392 |
| 60 | Malásia                    | 388 |
| 61 | Cazaquistão                | 386 |
| 62 | Arábia Saudita             | 383 |
| 63 | Chipre                     | 381 |
| 64 | Tailândia                  | 379 |
| 65 | Mongólia                   | 378 |
| 66 | Geórgia                    | 374 |
| 67 | Guatemala                  | 374 |
| 68 | Paraguai                   | 373 |
| 69 | Bakú, Azerbaiyán           | 365 |
| 70 | El Salvador                | 365 |
| 71 | Indonésia                  | 359 |
| 72 | Macedónia do Norte         | 359 |
| 73 | Albânia                    | 358 |
| 74 | República Dominicana       | 351 |
| 75 | Autoridade Palestiniana    | 349 |
| 76 | Filipinas                  | 347 |
| 77 | Jordânia                   | 342 |
| 78 | Kosovo                     | 342 |
| 79 | Marrocos                   | 339 |
| 80 | Uzbequistão                | 336 |
| 81 | Camboja                    | 329 |

### Desempenho Brasileiro (2000 a 2015)[7][8][9][10]
No ano 2000, quando da primeira edição da avaliação, foram 32 países participantes do Pisa e o Brasil se posicionou em último: 56% dos estudantes de 15 anos avaliados em Matemática, Leitura e Ciências tiveram um desempenho de “quase analfabetos funcionais”, isto é, sabem ler e escrever, mas possuem dificuldade de explicar o que leram ou de escrever um texto claro com começo meio e fim (boa redação), à boa distância do penúltimo colocado – o México, com 44%. O Pisa 2012 – agora com 65 países avaliados em um relatório de 32 páginas – mantém o Brasil entre os últimos: 57º em Matemática; 54º em Ciências; 58º em Leitura, atrás do Chile, Uruguai, México, Turquia, Cazaquistão, Costa Rica, Emirados Árabes . O Brasil avançou na média dasma três áreas em 9,2% no comparativo com o Pisa 2000, porém estacionou em relação ao Pisa 2009 em Leitura e Ciências, e incrementou 1,3% em Matemática. Com esse resultado, a meta estabelecida pelo governo brasileiro de se igualar à média dos países ricos (da OCDE) – prevista para 2022 – se estende para 2030. O Pisa 2015, com 72 países avaliados, posicionou o Brasil em 63º em Ciências, 59º em Leitura e 66º em Matemática. Em Ciências e em Leitura, Portugal, Espanha, Chile, Uruguai e Costa Rica estão à frente de nós e o Peru está poucos pontos abaixo. Em Matemática, todos esses superaram o Brasil e a diferença entre a média do país e a do Chile é de 46 pontos. Comparado à última edição do Pisa, o Brasil estagnou em Ciências (média: 401) e Leitura (407), e caiu em Matemática (377). Em Ciências, mais da metade dos estudantes brasileiros (51%) está abaixo do nível 2 em Leitura, que a OCDE considera o adequado para exercer a cidadania.  Os resultados do exame realizado em 2015 foram divulgados no último trimestre de 2016.O Brasil continua muito aquém dos países desenvolvidos e atrás de inúmeros países em desenvolvimento, incluindo diversas nações da América Latina. Vale ressaltar, ainda, que o país apresentou um recuo nas médias de todas as três áreas analisadas, conforme apresentado na tabela a seguir.
| Área                              | 2000      | 2003       | 2006      | 2009           | 2012           | 2015      |
| --------------------------------- | --------- | ---------- | --------- | -------------- | -------------- | --------- |
| Matemática                        | 334       | 356        | 370       | 386            | 391            | 377       |
| Leitura                           | 396       | 403        | 393       | 412            | 410            | 407       |
| Ciências                          | 375       | 390        | 390       | 405            | 405            | 401       |
| Média Geral                       | 368       | 383        | 384       | 401            | 402            | 395       |
| Enfoque Disciplinar               | Leitura   | Matemática | Ciências  | Leitura        | Matemática     | Ciências  |
| Países participantes              | 32        | 41         | 57        | 61             | 65             | 70        |
| Colocação brasileira              | 32º       | 40º        | 52º       | 50º            | 57º            | 63º       |
| Total de inscritos                | 265.000   | 250.000    | 513.000   | 470.000        | 510.000        | 540.000   |
| Alunos brasileiros                | 4.893     | 4.452      | 9.295     | 20.127         | 18.589         | 23.141    |
| Escolas brasileiras participantes | 250       | 229        | 633       | 950            | 837            | 841       |
| Primeiro lugar                    | Finlândia | Finlândia  | Finlândia | China (Xangai) | China (Xangai) | Singapura |

Observação: As provas a nível nacional são aplicadas normalmente entre maio e agosto a cada três anos pelo INEP - Instituto Nacional de Estudos e Pesquisas Educacionais Anísio Teixeira (portal.inep.gov.br) e enviados para centralização mundial ao OCDE - Organização para a Cooperação e o Desenvolvimento Econômico (www.oecd.org) que consolida os dados mundiais normalmente início de dezembro do mesmo ano.

### Sorteio e Data de Nascimento (2000 a 2030)
A cada 3 anos desde 2000 os alunos de instituições escolares públicas, particulares, rurais e urbanas no ano que completam 15 ou 16 anos podem ser sorteados em seus países de origem para prestar a prova do PISA.
No Brasil, devido ao grande universo de alunos na faixa etária dos 15 e 16 anos as chances de ser chamado ainda que dentro da faixa de aniversários do ano de edição da prova do PISA gira em torno de 0,2 a 0,5% de chance.
Ainda assim, saiba na tabela abaixo se seu filho, sobrinho ou algum parente pode eventualmente ser sorteados pela data de nascimento no ano em que estiverem cursando da 7a. série do Ensino Fundamental até qualquer ano do Ensino Médio.
| Ano do PISA                     | 2000        | 2003        | 2006        | 2009        | 2012        | 2015        | 2018        | 2021        | 2024        | 2027        | 2030        |
| ------------------------------- | ----------- | ----------- | ----------- | ----------- | ----------- | ----------- | ----------- | ----------- | ----------- | ----------- | ----------- |
| Nascidos em (com 16 / 15 anos*) | 1984 / 1985 | 1987 / 1988 | 1990 / 1991 | 1993 / 1994 | 1996 / 1997 | 1999 / 2000 | 2002 / 2003 | 2005 / 2006 | 2008 / 2009 | 2011 / 2012 | 2014 / 2015 |

Observação*: Nascidos entre 1º de maio (do primeiro ano constante na tabela acima) até 30 de abril (do segundo ano constante na tabela acima) de cada ano da edição do PISA.
Para edição de 2018 será considerado nascidos em 01/01/2002 a 31/12/2002.